# Pennantia
Pennantia là chi duy nhất của họ Pennantiaceae theo phân loại mới nhất của hệ thống APG II năm 2003, căn cứ theo nghiên cứu của Kårehed (2001) và được tách ra khỏi họ Icacinaceae nghĩa rộng. Theo APG II và APG III thì chi này có 4 loài cây gỗ cao tới 30 m, sống trong các rừng mưa tại khu vực đông và đông bắc Australia, đảo Norfolk và New Zealand.

## Các loài
- Pennantia baylisiana (Oliv.) G. T. S. Baylis, 1977, đồng nghĩa Plectomirtha baylisiana, tại New Zealand.
- Pennantia corymbosa J.R.Forst. & G.Forst., 1775, đồng nghĩa Pennantia odorata Raoul, 1844
- Pennantia cunninghamii Miers, 1852, phân bố ở Australia (NSW và Queensland)
- Pennantia endlicheri Reissek, 1842, tại đảo Norfolk.

Phân loại của hệ thống Cronquist năm 1981 đưa chi này vào trong họ Icacinaceae thuộc bộ Celastrales.

## Hình ảnh

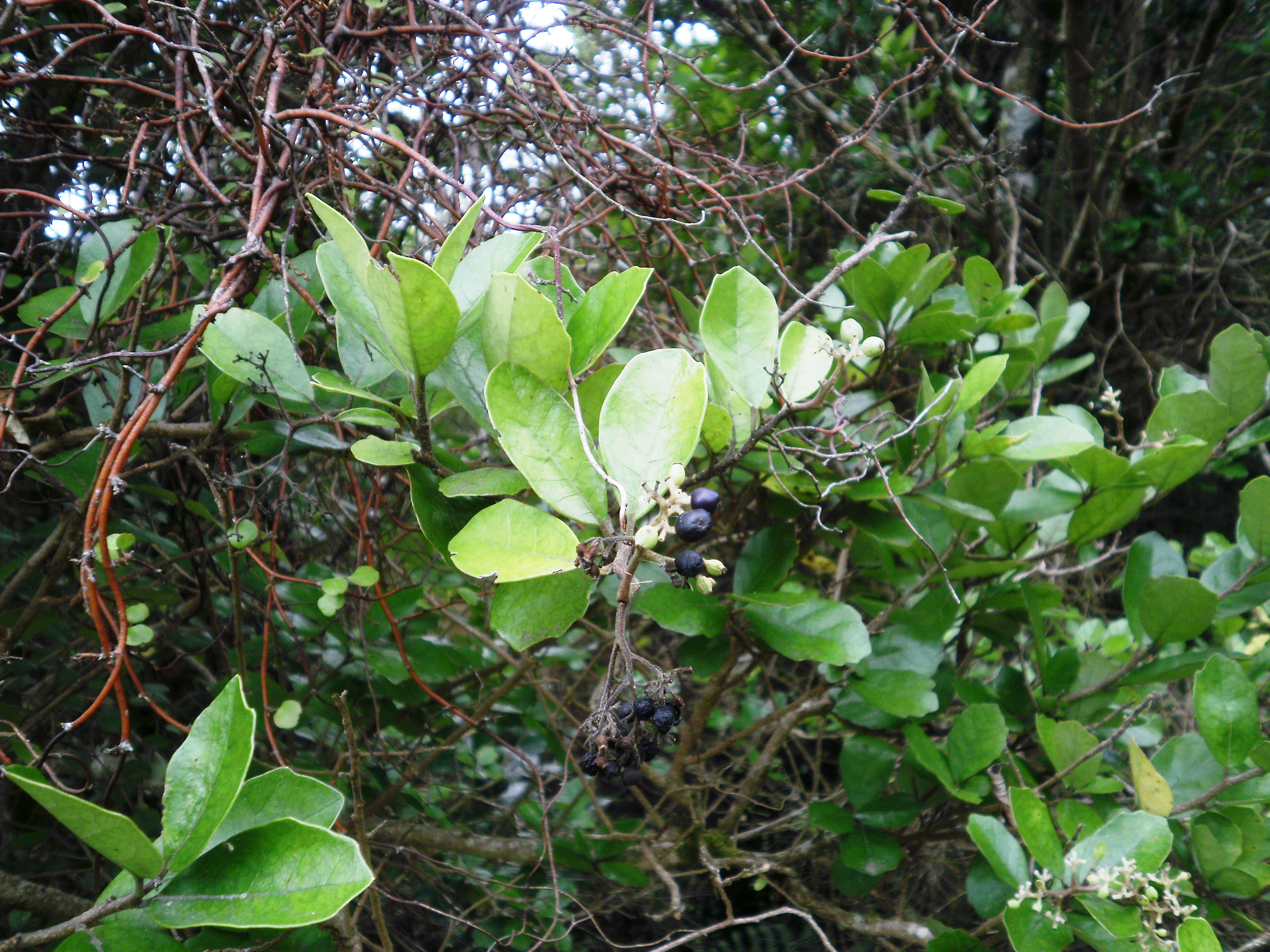